# Hans Baumann
Hans Baumann, född 1914, död 1988, var en tysk författare.
Hans Baumann var under mellankrigstiden aktiv i Hitlerjugend, och utmärkte sig då som författare till kampsånger med mera. Efter kriget var han aktiv som författare av historiska faktaböcker och äventyrsböcker för barn och ungdom samt lyrik och dramatik för vuxna.